# Estación Casa da Música
Casa da Música es una estación del Metro de Oporto. El arquitecto de la estación fue Eduardo Souto de Moura. Se encuentra en el barrio de Boavista entre la Estación Carolina Michaëlis y la Estación Francos y el nombre proviene de la Casa da Música, que se encuentra cerca. La estación sirve a las Líneas a, B, C, E y F. Dispone de dos andenes.
La estación fue abierta el 7 de diciembre de 2002, como parte del tramo entre la Senhor de Matosinhos y Trindade, que actualmente se conoce como Línea A. la Línea B comenzó a operar el 13 de marzo de 2005, la Línea C el 30 de julio de 2005, la Línea E el 27 de mayo de 2006, y la Línea F el 2 de enero de 2011.
Los planes para construir una línea de metro G fueron anunciados en el 2017, que conectaría  Casa da Música con Estación de São Bento. La construcción se iniciaría en el año 2019 y está prevista que acabe en tres años.